# Международен колоездачен съюз
Международен колоездачен съюз (на френски: Union Cycliste Internationale, UCI) е световна спортна федерация по колоездене, която ръководи международните колоездачни състезания. UCI е базиран в Егъл, Швейцария.
UCI издава състезателни лицензи на състезатели и налага дисциплинарни правила, като например по въпросите на допинга. UCI също така управлява класификацията на състезанията и системата за класиране по точки в различни колоездачни дисциплини, включително колоездене на шосе и писта, велокрос, планинско колоездене и BMX, както за мъже, така и за жени, аматьори и професионалисти. Също така отговаря и за световните първенства.